# Family Time
Family Time è il terzo album in studio del musicista reggae giamaicano Ziggy Marley, pubblicato nel 2009.

## Tracce
1. Family Time (Feat. Judah Marley) - 4:20
2. I Love You Too (Feat. Rita Marley & Cedella Marley) - 3:34
3. Cry, Cry, Cry (Feat. Jack Johnson & Paula Figa) - 4:45
4. Take Me to Jamaica (Feat. Toots Hibbert) - 3:18
5. Ziggy Says - 3:52
6. This Train (Feat. Willie Nelson) - 3:39
7. Wings of an Eagle (Feat. Elizabeth Mitchell) - 4:18
8. ABC - 4:02
9. Hold Him Joe - 3:37
10. Walk Tall (Feat. Paul Simon) - 3:16
11. Future Man, Future Lady (Feat. Laurie Berkner) - 3:38